# Лудвик Свобода
Лудвик Свобода (Хрознатин, 25. новембар 1895 — Праг, 20. септембар 1979) био је чехословачки политичар. Био је учесник оба светска рата и председник Чехословачке Социјалистичке Републике.

## Биографија
Рођен је 25. новембра 1895. године у Хрознатину, Моравска. Школовао се за агронома. У марту 1915. године био је мобилизован у аустроугарску војску. Те године био је упућен на Источни фронт где је, на челу групе чешких патриота, прешао на руску страну. Тамо се, 1916. године, прикључио чехословачкој легији, да би се с оружјем у руци борио против аустроугарске власти и за стварање независне Чехословачке државе.
После повратка у Чехословачку, 1920. године, Лудвик Свобода је извесно време водио очеву фарму. Године 1922. поново се вратио у Чехословачку армију. Од 1931. до 1934. године предавао је на Војној академији у Храницама. У време мобилизације и минхенског диктата 1938, био је командант батаљона Трећег пешадијског пука „Јан Жишка од Троцнова“, у Кромјержижу.
Непосредно после нацистичке окупације Чехословачке, Лудвик Свобода је учествовао у организовању антифашистичког покрета отпора у источној Моравској. Почетком јуна 1939. године, прешао је у Пољску и у Кракову организовао јединицу Чехословачке војске у иностранству и заједно с пољском армијом борио се против окупатора у време напада на Пољску.

### Други светски рат
Септембра 1939. године, превео је своју војну јединицу у Совјетски Савез. После немачког напада на Совјетски Савез, организовао је Први независни чехословачки батаљон у Бузулуку, који је постао чувен у знаменитој бици код Соколова, марта 1943. године. У лето 1943. године, у Новокоперску је формирана Прва чехословачка независна бригада, која је стекла своју прву борбену славу близу Кијева, под командом Лудвига Свободе. На челу Првог чехословачког армијског корпуса у СССР, он је учествовао у борби за Дукла кланац, и у другим операцијама на чехословачкој територији, Лудвик Свобода је, 4. априла 1945. године, именован за министра народне одбране, био је супотписник владиног Кошичког програма и вратио се с чехословачком владом у ослобођену домовину.

### Послератна каријера
Као министар народне одбране, Лудвиг Свобода је организовао чехословачку народну армију у периоду од 1945. до 1950. године. У фебруару 1948. године, када је велик број не-комунистичких чланова Владе дао оставку, Свобода је остао у кабинету. Након тога је изабран за посланика Народне скупштине, приступио је Комунистичкој партији Чехословачке и био члан Централног комитета од 1948. до 1949. године.
Године 1950, Свобода је под притиском Стаљина, искључен из службе у Чехословачкој армији. После тога је кратко време вршио функцију потпредседника владе и председника Државног комитета за физичку културу и спорт (1950—1951). Ускоро је разрешен свих функција и у политички живот се вратио тек доласком Никите Хрушчова на власт у СССР-у.
Од 1954. до 1958. био је командант Војне академије „Клемент Готвалд“ у Прагу. Од 1945. активно је радио у президијуму Друштва чехословачко–руског пријатељства.
Од 1948. до 1968. био је посланик Народне скупштине, а од 1948. је члан председништва Савеза антифашистичких бораца. Такође је аутор књиге „Од Бузулука до Прага“. Активно је радио у Народној скупштини и у Војноисторијском институту.
У марту 1968. био је изабран за председника Чехословачке Социјалистичке Републике и на том положају остао до маја 1975, кад је због болести ослобођен дужности. Од августа 1968. је члан ЦК КП Чехословачке и члан њеног Председништва. Крајем 1968. и почетком 1969. године, био је члан Извршног комитета Председништва ЦК КП Чехословачке.
Након слома Прашког пролећа и инвазије земаља Варшавског пакта на Чехословачку у августу 1968. године, Свобода је осигурао пуштање чехословачких реформских политичара из заточеништва у Москви. Међутим, знао је да не може уверити Брежњева да цехословачки представници не потписују тајне Московске протколе, који су осигурали совјетско војно присуство у Чехословачкој све до 1991. године. Остао је недирнут у смењивању реформских комуниста са челних позиција у Чехословачкој. Држао се политике подређености Совјетском Савезу, уверен како је тиме након Прашког пролећа спасао животе хиљада људи од „незамисливих последица“.

## Одликовања
Свобода је био генерал армије и носилац највиших одликовања. Он је први проглашен за хероја Чехословачке Социјалистичке Републике, 1965. године. Носилац је Ордена Клемента Готвалда за изградњу социјалистичке домовине, два Ордена Републике, Ордена хероја Совјетског Савеза, два Ордена Лењина и два Ордена Суворова, Ордена Црвене звезде, југословенских Ордена народног хероја Југославије (1946), Ордена заслуга за народ са златном звездом (1946) и Ордена партизанске звезде са златном лентом (1948), као и многих других високих одликовања Чехословачке и других савезничких држава.